# 斎藤潔
斎藤 潔（さいとう きよし、1893年7月6日 - 1971年2月21日）は、日本の公衆衛生学者、小児科学者。

## 略歴
山梨県出身。1920年東京帝国大学医学部卒業、1927年ハーバード大学公衆衛生学部卒業、1930年医学博士。聖路加国際病院勤務を経て、1937年東京特別地区保健館館長。国立公衆衛生院の創設に参加し、1938年同教授、1956年院長となり、日本の公衆衛生事業を推進した。大気汚染研究協会賞（斎藤潔賞）が設定された。1966年に第18回保健文化賞受賞、勲二等旭日重光章受章。

## 著書
- 『乳幼児の発育判定基準』第一出版 1944
- 『小児死亡原因の分析 日本小児科全書 第4編』金原出版 1954
- 『家庭看護学』光生館 1957

### 共編著・監修
- 『衛生教育』滋賀秀俊共著 公衆衛生社 1947
- 『乳幼兒の發育 判定基準 増訂再版』清水三雄共著 日本臨牀社 1948
- 『最新保健婦教本 上巻』監修 文光堂 1949
- 『公衆衛生学』編 金原出版 1956-1957
- 『保健衛生辞典』福田邦三共編 同文書院 1962